# La Mère (Buck)
Pour les articles homonymes, voir La Mère.
Cet article concerne le roman de Pearl Buck. Pour le film d'après le roman de Maxime Gorki, voir La Mère (film, 1926).
La Mère est un roman de la romancière américaine Pearl Buck, publié en 1933.

## Résumé
Dans un hameau chinois au début du XXe siècle, une paysanne a eu quatre enfants, dont un mort. La maison est exiguë : les enfants et les parents dorment dans le même lit, la belle-mère dort à part. Le buffle, le cochon et les poules dorment aussi dans la maison. Seul le chien dort à l'extérieur.
La mère, très vigoureuse, va travailler aux champs avec son mari qu'elle considère comme un enfant de plus. Un jour, à la suite d'une violente querelle avec sa femme, ce dernier part en ville et n'en reviendra plus. La mère pallie l'absence de son mari et fait tous les travaux, aux champs et à la maison ; elle demande à son aîné de l'aider. Elle fait croire aux autres villageois qu'elle est en contact avec son mari, qu'il a trouvé une bonne place et qu'il reviendra bientôt. Elle se rend à la ville et s'envoie une lettre signée de son mari pour faire croire aux autres qu'il lui a écrit. Au bout de deux ans, sans aucune nouvelle de son mari, elle couche avec un homme, tombe enceinte. Elle avorte avec des plantes pour sauver son honneur.
L'aîné remplace bientôt le père à la maison et bat le cadet, le traitant de fainéant. Quand il se marie, à l'âge de 19 ans, il devient maître de la maison. Il se fait une nouvelle chambre. Sa sœur devenue aveugle, est forcée de se marier à un misérable. Après quelque temps, n'ayant pas de nouvelles de sa fille, la mère entreprend un voyage avec son fils cadet pour la voir et apprennent que la jeune femme est morte.   
Ce cadet, son fils préféré qui était parti vivre en ville est jeté en prison puis exécuté après avoir été accusé d'être communiste. Le même jour, sa bru accouche d'un garçon, le premier petit-fils tant attendu de la mère. 